# Città Rurale di Benalla
La città rurale di Benalla è una Local Government Area che si trova nello Stato di Victoria. Essa si estende su una superficie di 2.341 chilometri quadrati e ha una popolazione di 13.647 abitanti. La sede del consiglio si trova a Benalla.